# Baie de Youngs
La baie de Youngs (anglais : Youngs Bay) est une baie de l'embouchure du fleuve Columbia dans l'Oregon aux États-Unis. Plus précisément, elle se situe entre les villes d'Astoria et de Warrenton, là où la rivière Youngs rejoint le Columbia.
Le Old Youngs Bay Bridge (en) de l'U.S. Route 101 traverse la baie.

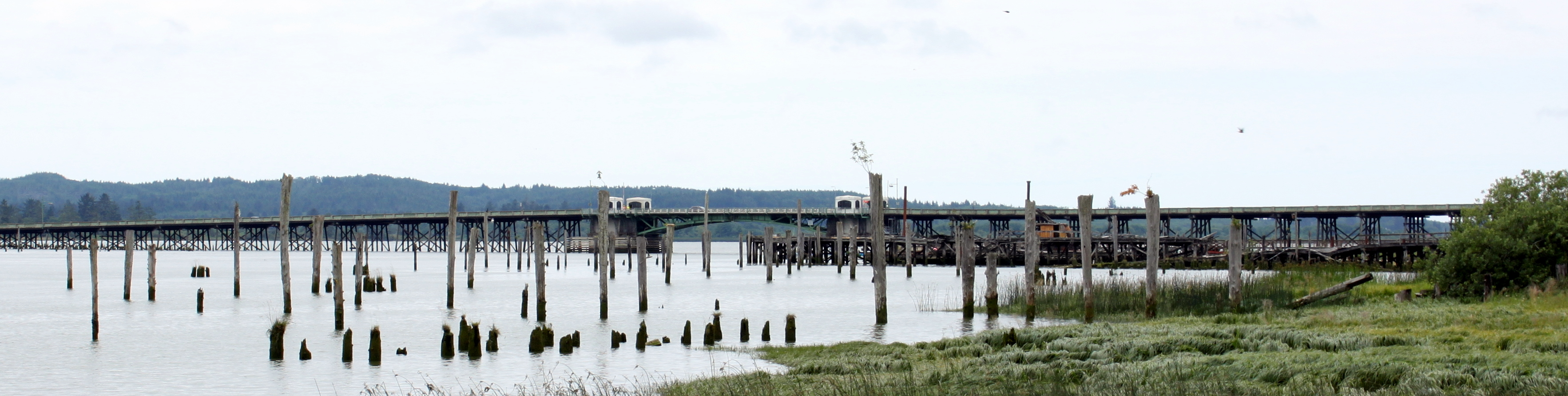
Old Youngs Bay Bridge, pont sur la baie de Youngs.

Carte de l'estuaire du Columbia.